# Apostenus
Apostenus es un género de arañas araneomorfas de la familia Liocranidae. Se encuentra en la zona holártica.

## Lista de especies
Según The World Spider Catalog 12.0:
- Apostenus algericus Bosmans, 1999
- Apostenus annulipedes Wunderlich, 1987
- Apostenus annulipes Caporiacco, 1935
- Apostenus californicus Ubick & Vetter, 2005
- Apostenus fuscus Westring, 1851
- Apostenus gomerensis Wunderlich, 1992
- Apostenus grancanariensis Wunderlich, 1992
- Apostenus humilis Simon, 1932
- Apostenus maroccanus Bosmans, 1999
- Apostenus ochraceus Hadjissarantos, 1940
- Apostenus palmensis Wunderlich, 1992
- †Apostenus arnoldorum Wunderlich, 2004
- †Apostenus bigibber Wunderlich, 2004
- †Apostenus spinimanus (C. L. Koch & Berendt, 1854)